# Michael McElhatton
Michael McElhatton /mək elˈhætn/ (nacido en Terenure, Dublín, 12 de septiembre de 1963) es un actor y escritor irlandés, más conocido por la serie Juego de tronos de HBO con el papel de Roose Bolton.

## Carrera
Empezó a estudiar actuación en la ciudad donde nació, en Terenure College, después se mudó a Londres a tomar 8 años de clases y se graduó en Royal Academy of Dramatic Art en 1987. En los comienzos de los noventa regresó a Irlanda donde comenzó a actuar en teatros y TV.
Su primera aparición en la serie Juego de Tronos con el papel de Roose Bolton fue en el año 2012 en la segunda temporada como personaje secundario y continuó hasta la sexta temporada en el 2016.
En 2015 fue parte de la película de terror The Hallow.
Fue parte del elenco de la película basada en la Segunda Guerra Mundial, The Zookeeper's Wife.